# For Unlawful Carnal Knowledge
A For Unlawful Carnal Knowledge az amerikai Van Halen együttes 1991-es kilencedik stúdióalbuma a Billboard listáján az első helyen debütált, és három hétig tartotta a pozícióját.
Az album már a címével is nagy feltűnést keltett, ugyanis a szavak kezdőbetűiből a FUCK szó formálódik ki. Az albumot megjelenésekor úgy reklámozták, hogy a zenekar visszatért hard rock gyökereihez, noha a gitárok szerepe mellett, domináns helyet kaptak a billentyűs hangszerek is. Ezt példázza a lemez legsikeresebb szerzeménye is, a Right Now.
A producer Ted Templeman volt, akivel korábban már több lemezt is készített a zenekar. Ez volt az első olyan Van Halen album, amelyen Eddie Van Halen gitáros, nem Marshall hangfalakat használt (Marshall Super Lead-et használt korábban), hanem áttért a Peavey típusokra.
A Poundcake elején egy akkumulátorról működtetett fúrógépet használ Eddie. Ezzel a gitárjának a pickup-jait fúrta meg, és ez szolgált introként. A lemez egyik nagy sikerének a Top of the World-nek a riffje már 1984-ben hallható volt, a Jump korszak idején. Ebből az okból a dalt gyakran játszották, közvetlenül a Jump után.
Az instrumentális 316 címe onnan jött, hogy Eddie fiának Wolfgang Van Halen március 16-án van a születésnapja.
A Top of the World-ben hallhatjuk Steve Lukathert háttérvokálozni. A Right Now című dalt a Pepsi használta fel Tv reklámok céljából. A Pleasure Dome nyitóriffje, nagyon hasonlít a Rush Xanadu című dalára, mely valószínűleg tisztelgés a kanadai trió előtt. A Poundcake elején – mielőtt el kezdődne a szám – hallani lehet beszélni a zenekar tagjait, valamint azt is, ahogy Eddie Van Halen erősítői "bemelegednek" a háttérben. 10 másodperc után kezdődik el "rendesen" a dal.
A lemez 1991-ben díjat nyert a Legjobb Hard Rock Album kategóriában.

## Számlista
Minden dalt Michael Anthony, Sammy Hagar, Eddie Van Halen és Alex Van Halen írt.
1. "Poundcake" – 5:22
2. "Judgement Day" – 4:41
3. "Spanked" – 4:53
4. "Runaround" – 4:21
5. "Pleasure Dome" – 6:57
6. "In 'n' Out" – 6:05
7. "Man On A Mission– 5:04
8. "The Dream Is Over" – 4:00
9. "Right Now" – 5:21
10. "316" – 1:29
11. "Top of the World" – 3:55

## Közreműködők
- Sammy Hagar – ének, ritmusgitár
- Eddie Van Halen – szólógitár, billentyűs hangszerek, fúró ("Poundcake"-ben), háttérének
- Michael Anthony – basszusgitár, háttérének
- Alex Van Halen – dob, ütős hangszerek
- Vendégzenész
- Steve Lukather – háttérének a "Top of the World"-ben.

## Produkció
- Producer: Andy Johns, Ted Templeman, Van Halen
- Segítők: Lee Herschberg, Andy Johns, Michael Scott, Mike Scott
- Mixer: Andy Johns, Michael Scott, Ted Templeman
- Rendező: Jeri Heiden
- Fotók: David Seltzer, Glen Wexler

## Helyezések

### Album
Billboard magazin (Észak Amerika)
| Év   | Lista             | Helyezés |
| ---- | ----------------- | -------- |
| 1991 | The Billboard 200 | 1        |

### Kislemezek
Billboard (Észak Amerika)
| Év   | Dal                 | Lista                      | Helyezés |
| ---- | ------------------- | -------------------------- | -------- |
| 1991 | "Poundcake"         | Hot Mainstream Rock Tracks | 1        |
| 1991 | "Right Now"         | Album Rock Tracks          | 2        |
| 1991 | "Runaround"         | Album Rock Tracks          | 1        |
| 1991 | "Top of the World"  | Album Rock Tracks          | 1        |
| 1991 | "Top of the World"  | The Billboard Hot 100      | 27       |
| 1992 | "Man on a Mission"  | Album Rock Tracks          | 21       |
| 1992 | "Right Now"         | The Billboard Hot 100      | 55       |
| 1992 | "The Dream Is Over" | Album Rock Tracks          | 7        |